# Jawani Diwani: A Youthful Joyride
Jawani Diwani (tłumaczenie: "Młodość jest zwariowana", inne tytuły: "Jawani Diwani: A Youthful Joyride"; "Youth Is Insane") – bollywoodzka komedia miłosna wyreżyserowana przez Manish Sharma w 2005 roku z Emraan Hashmi w roli głównej.

## Fabuła
Mann Kapoor (Emraan Hashmi) marzy o karierze piosenkarza. Leniwy, wciąż marzący o kobietach, zapatrzony w ich wdzięki, robi karierę oczarowawszy Radhę (Hrishitaa Bhatt), córkę wydawcy muzycznego Umesha Jumani (Tiku Talsania). Przed ślubem z Radhą wyjeżdża na Goa i tam żegnając się z życiem kawalerskim daje się ponieść namiętności uwodząc piosenkarkę i tancerkę Romę Fernandes (Celina Jaitley). Obudziwszy się po upojnej nocy z Romą Mann widzi obok łóżka gangstera Chappu Bhai (Mahesh Manjrekar), byłego kochanka Romy żądającego zadośćuczynienia w postaci... ślubu z Romą.

## Obsada
- Emraan Hashmi – Mann Kapoor
- Celina Jaitley – Roma Fernandes
- Hrishitaa Bhatt – Radha U. Jumani
- Mahesh Manjrekar – Chappu Bhai
- Tiku Talsania – Umesh Jumani

## Piosenki
Autorami muzyki jest duet Sajid-Wajid.
- Jawani Deewani
- Dil Deewana
- Sini Ne Sini Ne (Remix)
- Jiska Mujhe Intezaar
- Yaad Teri Yaad
- Dilruba
- Sini Ne Sini Ne